# 김제 금산사 오층석탑
김제 금산사 오층석탑(金堤 金山寺 五層石塔)은 전북특별자치도 김제시 금산사에 있는, 고려 시대의 오층석탑이다. 1963년 1월 21일 대한민국의 보물 제25호로 지정되었다.

## 개요
금산사 안의 북쪽에 송대(松臺)라고 불리는 높은 받침 위에 세워져 있는 탑이다. 바로 뒤에는 석종모양의 사리계단이 있는데, 이렇듯 사리계단 앞에 석탑을 세워놓은 것은 사리를 섬기던 당시 신앙의 한 모습이기도 하다. 
상·하 2단의 기단(基壇) 위에 5층 탑신(塔身)을 올린 모습의 탑이다. 기단부는 아래층 기단의 규모가 좁아져 있고, 각 기단의 윗면에 다른 돌을 끼워서 윗돌을 받치도록 하고 있어 주목된다. 탑신부는 2층 이상에서 줄어드는 비율이 제법 부드럽고, 각 층의 몸돌에 새겨진 기둥조각이 넓은 편이다. 지붕돌은 밑면에 3단의 받침을 두었으며, 처마는 완만한 곡선을 그리고 있다. 6번째 층은 다른 층처럼 몸돌의 각 귀퉁이에 기둥이 새겨져 있고, 지붕돌 모양의 것이 덮여 있으나, 이것은 탑의 머리장식을 받치기 위한 노반(露盤)으로 다른 탑에서는 볼 수 없는 독특한 모습이다. 머리 장식은 온전히 유지되어 원형이 잘 남아 있다. 
통일신라시대 석탑의 기본 양식을 따르면서도 기단이나 지붕돌의 모습 등에서 색다른 면을 보이고 있어 고려시대 작품으로서의 모습을 잘 나타내고 있다.

## 특징
탑은 부처님의 사리나 경전을 봉안하여 법당 앞 중앙에 세우는 것이 일반적이나 이 석탑은 금강계단을 장엄하는 정중탑으로 고려시대에 세워진 것이다. 이중기단 위에 높이 7.2m의 5층 석탑이 우뚝 서 있어 금강계단을 더욱 성스럽게 장엄하고 있다.
탑의 구조는 통일신라 석탑의 일반형을 따르고 있으나 하층기단이 협소하고 옥개석, 추녀 끝이 살짝 들려 고려의 시대적 특징을 보여준다. 상륜부의 노반이 크고 넓으며 그 위에 특이한 복발이 있고 복발 위에 보륜과 보주가 설치되어 있다.
1971년 해체 복원하였는데 과거부처님인 정광여래사리 2과와 석가모니불 사리 5과가 나와 복원과 동시에 다시 봉안하였으며 금동여래 8분 등 다른 유물은 금산사 성보박물관에 전시중이다.

## 참고 자료
- 김제 금산사 오층석탑 - 국가유산청 국가유산포털
- 문화재대관 (보물편, 석조Ⅰ, 개정판), 문화재청, 2004-08-06